# Jeanne Marie-Laurent
Pour les articles homonymes, voir Laurent.
Jeanne Marie-Laurent est une actrice française née le 1er septembre 1877 dans le 9e arrondissement de Paris et morte le 7 août 1964 à Lagny.

## Biographie
De son vrai nom Jeanne Micheline Marie Quillevéré, elle est la fille de Félix Pierre François Quillevéré, ingénieur, et de Laure Joséphine Wyrsch. Sa grand-mère, la comédienne Marie Laurent (1825-1904), est elle-même issue d'une dynastie d'acteurs remontant à la fin du XVIIIe siècle.
Jeanne Marie-Laurent tourne jusqu'en 1928 un nombre très important de films muets sous la direction des grands réalisateurs de l'époque (Louis Feuillade, Léonce Perret, René Le Somptier, Léon Poirier, etc.), jouant souvent les rôles de mères ou grands-mères frappées par le destin.
Elle tint encore quelques rôles durant la période du parlant. Son dernier film Coup de feu dans la nuit de Robert Péguy sort en 1942.

### Vie privée
Elle épouse le 21 septembre 1901 à la mairie du 9e arrondissement de Paris l'acteur Constant Jean-Baptiste Poggi dit Draquin (1872-1912).

## Filmographie
- 1907 : L'Enfant prodigue de Michel Carré
- 1908 : L'Amour et Psyché de Louis Feuillade
- 1908 : Sauvé par son chien
- 1909 : Le Conscrit de 1809 de Gérard Bourgeois
- 1909 : Dans la tourmente de Gérard Bourgeois
- 1909 : La Fin d'un beau rêve de Gérard Bourgeois
- 1909 : À quelque chose malheur est bon
- 1909 : Le Chemin du bonheur
- 1909 : Cœur de soldat
- 1909 : Le Cœur de Thellys
- 1909 : Cyrano de Bergerac de Jean Durand
- 1909 : Frédéric le Grand de Jean Durand et Gérard Bourgeois
- 1909 : Georgette de Maurice de Féraudy
- 1909 : Idylle corinthienne de Louis Feuillade
- 1909 : Jim et Willy veulent se marier de Georges Monca
- 1909 : Mateo Drieani et les pirates de Maurice de Féraudy
- 1909 : Le Miracle du collier de [Jean Durand
- 1909 : La Vendéenne de Gérard Bourgeois
- 1910 : La Fille du pêcheur de Robert Péguy
- 1910 : Molière de Léonce Perret
- 1910 : Le Secret de l'X mystérieux de Robert Péguy
- 1910 : Le Cheveu blanc de Léonce Perret
- 1910 : La Fille de Jephté de Léonce Perret
- 1910 : Lorsque l'enfant paraît de Léonce Perret
- 1910 : Mimosa, la dernière grisette de Léonce Perret
- 1910 : Le Cousin de Cendrillon de Léonce Perret
- 1910 : Le Noël de grand-mère de Léonce Perret
- 1910 : Pâques florentines de Louis Feuillade
- 1910 : Petite mère de Léonce Perret
- 1910 : Le Portrait de Mireille de Léonce Perret
- 1911 : Bébé sur la Canebière de Louis Feuillade
- 1911 : Séance de spiritisme de Léonce Perret
- 1911 : Le Lys brisé de Léonce Perret
- 1911 : L'Oiseau blessé de Georges-André Lacroix et Léonce Perret
- 1911 : Le Bracelet de la marquise de Louis Feuillade
- 1911 : Bébé fait son problème de Louis Feuillade
- 1912 : Le Mort vivant de Louis Feuillade
- 1912 : Cœur d'enfant de Léonce Perret
- 1912 : Nanine, femme d'artiste de Léonce Perret
- 1912 : Le Château de la peur de Louis Feuillade
- 1912 : Le Petit Poucet de Louis Feuillade
- 1912 : Le Noël de Francesca de Louis Feuillade
- 1912 : L'Homme et l'Ourse de Jean Durand
- 1912 : Les Noces siciliennes de Louis Feuillade
- 1912 : La Gloire et la douleur de Ludwig Van Beethoven de Georges-André Lacroix
- 1912 : Un cas de conscience de Louis Feuillade
- 1912 : La Lumière qui tue d'Henri Fescourt
- 1913 : Les Audaces du cœur de Louis Feuillade et Léonce Perret
- 1913 : Le Cœur qui meurt de Georges-André Lacroix
- 1913 : L'Enfant de Paris de Léonce Perret
- 1913  : Donatienne
- 1913 : L'Empreinte fatale de Georges-André Lacroix
- 1913 : Un drame de l'air de René Le Somptier
- 1913 : Les Mains qui meurent de René Le Somptier
- 1913 : Le Baiser rouge de Georges-André Lacroix et Maurice Mariaud
- 1913 : La Perle égarée d'Henri Fescourt
- 1913 : Les Drames du Pôle
- 1913 : L'Effroi de Louis Feuillade et Georges-André Lacroix
- 1913 : La Pestiférée
- 1914 : L'Homme qui vola de Georges-André Lacroix
- 1914 : Les Pâques rouges de Louis Feuillade
- 1914 : La Voix de la patrie de Léonce Perret
- 1914 : La Châtelaine de Louis Feuillade
- 1914 : Son Excellence de Léonce Perret
- 1914 : Madame Corentine de Maurice Mariaud
- 1914 : L'Oiseau Blessé de Georges-André Lacroix
- 1914 : Le Temps des cerises de René Le Somptier
- 1914 : La Main de l'autre de Maurice Mariaud
- 1914 : La Gloire posthume de René Le Somptier
- 1914 : Au fond du cœur de René Le Somptier
- 1914 : Guignol de Maurice Mariaud
- 1915 : Le Blason de Louis Feuillade
- 1915  : Madame Fleur de Neige de Gaston Ravel
- 1915 : En musique de Gaston Ravel
- 1916 : Les Vampires : L'Homme des poisons de Louis Feuillade
- 1916 : Les Vampires : Les Noces sanglantes de Louis Feuillade
- 1916 : La Belle aux cheveux d'or de Léonce Perret
- 1916 : Ruse de grand-père de Charles Burguet
- 1916 : Un cœur d'homme
- 1917 : Les Épaves de l'amour de René Le Somptier
- 1918 : L'Habit de Béranger de Maurice Mariaud
- 1919 : Les Dames de Croix-Mort de Maurice Mariaud
- 1920 : La Croisade de René Le Somptier
- 1921 : L'Orpheline de Louis Feuillade
- 1922 : Jocelyn de Léon Poirier
- 1923 : La Bête traquée de René Le Somptier et Michel Carré
- 1925 : Visages d'enfants de Jacques Feyder
- 1925 : Milord L'Arsouille de René Leprince
- 1925 : La Brière de Léon Poirier
- 1925 : Le Roi de la pédale de Maurice Champreux
- 1925 : Les Misérables d'Henri Fescourt
- 1926 : Mon frère Jacques de Marcel Manchez
- 1926 : Le P'tit Parigot de René Le Somptier
- 1927 : La Fin de Monte-Cristo de Mario Nalpas et Henri Étiévant
- 1927 : La Merveilleuse Vie de Jeanne d'Arc, fille de Lorraine de Marco de Gastyne
- 1928 : Thérèse Raquin de Jacques Feyder
- 1928 : Verdun, visions d'histoire de Léon Poirier
- 1929 : Trois jeunes filles nues de Robert Boudrioz
- 1929 : Paris Girls d'Henry Roussell
- 1929 : Les Fourchambault de Georges Monca
- 1930 : Ça aussi!... c'est Paris d'Antoine Mourre
- 1930 : Barcarolle d'amour d'Henry Roussell et Carl Froelich
- 1931 : À mi-chemin du ciel d'Alberto Cavalcanti
- 1931 : Verdun, souvenirs d'histoire[2] de Léon Poirier et Thomy Bourdelle
- 1932 : Je vous aimerai toujours de Mario Camerini
- 1932 : Stupéfiants de Kurt Gerron et Roger Le Bon
- 1932 : Le Vainqueur de Hans Hinrich et Paul Martin
- 1934 : La crise est finie de Robert Siodmak
- 1934 : La Porteuse de pain de René Sti
- 1934 : Rapt de Dimitri Kirsanoff : la mère de Firmin
- 1934 : Nous marions Solange de Lucien Mayrargue (court métrage)
- 1936 : À nous deux, madame la vie d'Yves Mirande et René Guissart : la mère de Lucie
- 1936 : L'Appel du silence de Léon Poirier
- 1936 : La Rose effeuillée de Georges Pallu
- 1937 : La Danseuse rouge de Jean-Paul Paulin
- 1937 : Double crime sur la ligne Maginot de Félix Gandéra
- 1937 : Sœurs d'armes de Léon Poirier
- 1937 : Tamara la complaisante de Félix Gandéra et Jean Delannoy
- 1938 : Gosse de riche de Maurice de Canonge
- 1942 : Coup de feu dans la nuit de Robert Péguy